# NGC 7427
NGC 7427 est une galaxie lenticulaire relativement éloignée et située dans la constellation de Pégase. Sa vitesse par rapport au fond diffus cosmologique est de 9 336 ± 35 km/s, ce qui correspond à une distance de Hubble de 137,7 ± 9,7 Mpc (∼449 millions d'al). NGC 7427 a été découverte par l'astronome russo-américain Otto Struve en 1865.
NGC 7427 est une galaxie dont le noyau brille dans le domaine de l'ultraviolet. Elle est inscrite dans le catalogue de Markarian sous la désignation MK 521.
En raison d'une brillance de surface égale à 14,33 mag/am2, on peut qualifier NGC 7427 de galaxie à faible brillance de surface (LSB en anglais pour low surface brightness). Les galaxies LSB sont des galaxies diffuses (D) avec une brillance de surface inférieure de moins d'une magnitude à celle du ciel nocturne ambiant.